# Norro Wilson
Norris "Norro" Wilson (Scottsville (Kentucky) 4 de abril de 1938 – Nashville (Tennessee) 8 de junio de 2017) fue un cantante estadounidense de country, productor musical y miembro del Salón de la Fama de Compositores de Nashville.
Wilson escribió y coescribió numerosos éxitos durante los 40 años que estuvo en la industria musical, lo que incluye canciones para David Houston, Jean Shepard, Charlie Rich, Charley Pride, George Jones y Tammy Wynette entre otros. Produjo y coprodujo canciones para docenas de artistas entre los que se encuentran Joe Stampley, Margo Smith, Sara Evans, Kenny Chesney y Shania Twain, a quien dio a conocer.

## Discografía

### Álbumes
| Año  | Álbum                  | US Country | Label |
| ---- | ---------------------- | ---------- | ----- |
| 1969 | Dedicated To: Only You | 40         | Smash |

### Sencillos
| Year | Single                                       | Chart Positions | Chart Positions | Álbum                         |
| Year | Single                                       | US Country      | CAN Country     | Álbum                         |
| ---- | -------------------------------------------- | --------------- | --------------- | ----------------------------- |
| 1969 | "Only You"                                   | 68              | —               | Dedicated To: Only You        |
| 1969 | "Love Comes but Once in a Lifetime"          | 44              | —               | Dedicated To: Only You        |
| 1969 | "Shame on Me"                                | 56              | —               | singles only                  |
| 1970 | "Do It to Someone You Love"                  | 20              | —               | singles only                  |
| 1970 | "Old Enough to Want To (Fool Enough to Try)" | 53              | —               | singles only                  |
| 1972 | "Everybody Needs Lovin'"                     | 28              | 47              | singles only                  |
| 1973 | "Darlin' Raise the Shade"                    | 64              | —               | singles only                  |
| 1973 | "Ain't It Good (To Feel This Way)"           | 35              | 82              | singles only                  |
| 1974 | "Loneliness (Can Break a Good Man Down)"     | 96              | —               | singles only                  |
| 1977 | "So Close Again" (w/ Margo Smith)            | 43              | —               | Happiness (Margo Smith album) |

## Premios y reconocimientos
- 1975 Grammy Award (con Billy Sherrill, letristas) por Best Country Song, "A Very Special Love Song"
- 1996 Inductee into the Nashville Songwriters Hall of Fame[2]
- 2008 Inducted into Kentucky Music Hall of Fame